# Record d'Europe de natation dames du 50 mètres dos
Progression du record d'Europe de natation sportive dames pour l'épreuve du 50 mètres dos en bassin de 50 et 25 mètres.

## Bassin de50 mètres
| Temps    | Athlète                 | Naissance | Âge | Nationalité        | Compétition                      | Lieu       | Date              |
| -------- | ----------------------- | --------- | --- | ------------------ | -------------------------------- | ---------- | ----------------- |
| 29 s 67  | Birte Weigang           |           |     | Allemagne de l'Est |                                  | Berlin-Est | 22 décembre 1982  |
| 29 s 59  | Birte Weigang           |           |     | Allemagne de l'Est |                                  | Berlin-Est | 18 décembre 1983  |
| 29 s 16  | Birte Weigang           |           |     | Allemagne de l'Est |                                  | Berlin-Est | 18 décembre 1983  |
| 29 s 12  | Kristin Otto            | 1966      | 22  | Allemagne de l'Est |                                  | Séoul      | 22 septembre 1988 |
| 29 s 00  | Sandra Völker           | 1974      | 23  | Allemagne          | Mare Nostrum                     | Monaco     | 27 mai 1997       |
| 28 s 90  | Sandra Völker           | 1974      | 25  | Allemagne          | Mare Nostrum                     | Monaco     | 12 juin 1999      |
| 28 s 78  | Sandra Völker           | 1974      | 25  | Allemagne          | Mare Nostrum                     | Monaco     | 12 juin 1999      |
| 28 s 71  | Sandra Völker           | 1974      | 25  | Allemagne          | Championnats d'Europe            | Istanbul   | 1er août 1999     |
| 28 s 69  | Nina Zhivanevskaya      | 1977      | 23  | Espagne            |                                  | Madrid     | 8 avril 2000      |
| 28 s 25  | Sandra Völker           | 1974      | 26  | Allemagne          | Championnats d'Allemagne (s)     | Berlin     | 16 juin 2000      |
| 28 s 19  | Janine Pietsch          | 1982      | 23  | Allemagne          | Championnats d'Allemagne         | Berlin     | 25 mai 2005       |
| 28 s 17  | Sanja Jovanović         | 1986      | 22  | Croatie            | Championnats d'Europe (d)        | Eindhoven  | 22 mars 2008      |
| 28 s 13  | Nina Zhivanevskaya      | 1977      | 29  | Espagne            | Championnats d'Europe (d)        | Eindhoven  | 22 mars 2008      |
| 28 s 05  | Anastasia Zueva         | 1990      | 17  | Russie             | Championnats d'Europe (f)        | Eindhoven  | 23 mars 2008      |
| 28 s 05  | Sanja Jovanović         | 1986      | 22  | Croatie            | Golden bear meet                 | Zagreb     | 21 juin 2008      |
| 27 s 48  | Anastasia Zueva         | 1990      | 19  | Russie             | Championnats de Russie (d)       | Moscou     | 28 avril 2009     |
| 27 s 47  | Anastasia Zueva         | 1990      | 19  | Russie             | Championnats de Russie (f)       | Moscou     | 28 avril 2009     |
| 27 s 56, | Anastasia Zueva         | 1990      | 19  | Russie             | Mare Nostrum (f)                 | Monaco     | 2009              |
| 27 s 85  | Daniela Samulski        | 1984      | 25  | Allemagne          | Championnats d'Allemagne (f)     | Berlin     | 25 juin 2009      |
| 27 s 61  | Daniela Samulski        | 1984      | 25  | Allemagne          | Championnats d'Allemagne (f)     | Berlin     | 26 juin 2009      |
| 27 s 39  | Daniela Samulski        | 1984      | 25  | Allemagne          | Championnats du monde (d)        | Rome       | 29 juillet 2009   |
| 27 s 38  | Anastasia Zueva         | 1990      | 19  | Russie             | Championnats du monde (d)        | Rome       | 29 juillet 2009   |
| 27 s 23  | Daniela Samulski        | 1984      | 25  | Allemagne          | Championnats du monde (f)        | Rome       | 30 juillet 2009   |
| 27 s 23  | Aliaksandra Herasimenia | 1985      | 31  | Biélorussie        | Championnats du monde (f)        | Budapest   | 27 juillet 2017   |
| 27 s 21  | Georgia Davies          | 1990      | 27  | Royaume-Uni        | Championnats d'Europe (s)        | Glasgow    | 4 août 2018       |
| 27 s 18  | Kira Toussaint          | 1994      | 26  | Pays-Bas           | Eindhoven Qualification Meet (s) | Eindhoven  | 10 avril 2021     |
| 27 s 10  | Kira Toussaint          | 1994      | 26  | Pays-Bas           | Eindhoven Qualification Meet (f) | Eindhoven  | 10 avril 2021     |

## Bassin de25 mètres
| Temps      | Athlète            | Naissance | Âge | Nationalité        | Compétition                                            | Lieu               | Date                              |
| ---------- | ------------------ | --------- | --- | ------------------ | ------------------------------------------------------ | ------------------ | --------------------------------- |
| 28 s 91    | Svenja Schlicht    | 1967      | 20  | Allemagne de l'Est |                                                        | Bonn               | 8 février 1987                    |
| 28 s 68    | Sandra Völker      | 1974      | 17  | Allemagne          | Coupe du monde                                         | Gelsenkirchen      | 7 décembre 1991                   |
| 28 s 59    | Sandra Völker      | 1974      | 17  | Allemagne          | Coupe du monde                                         | Gelsenkirchen      | 8 décembre 1991                   |
| 28 s 57    | Sandra Völker      | 1974      | 18  | Allemagne          |                                                        | Sheffield          | 22 novembre 1992                  |
| 28 s 33    | Sandra Völker      | 1974      | 19  | Allemagne          |                                                        | Sheffield          | 15 février 1993                   |
| 28 s 26    | Sandra Völker      | 1974      | 19  | Allemagne          |                                                        | Gateshead          | 13 novembre 1993                  |
| 27 s 94    | Sandra Völker      | 1974      | 20  | Allemagne          | Coupe du monde                                         | Gelsenkirchen      | 19 mars 1994                      |
| 27 s 86    | Sandra Völker      | 1974      | 21  | Allemagne          | Coupe du monde                                         | Hong Kong          | 3 janvier 1995                    |
| 27 s 77    | Sandra Völker      | 1974      | 21  | Allemagne          | Coupe du monde                                         | Paris              | 4 février 1995                    |
| 27 s 67    | Sandra Völker      | 1974      | 21  | Allemagne          |                                                        | Sheffield          | 11 février 1995                   |
| 27 s 27    | Sandra Völker      | 1974      | 24  | Allemagne          | Championnats d'Europe (f)                              | Sheffield          | 13 décembre 1998                  |
| 27 s 06    | Ilona Hlavackova   | 1977      | 24  | Tchéquie           | Championnats d'Europe                                  | Anvers             | 15 décembre 2001                  |
| 27 s 00    | Janine Pietsch     | 1982      | 24  | Allemagne          | Championnats du monde                                  | Shanghai           | 9 avril 2006                      |
| 26 s 94    | Antje Buschschulte | 1978      | 29  | Allemagne          | Coupe du monde (f)                                     | Berlin             | 17 novembre 2007                  |
| 26 s 92    | Janine Pietsch     | 1982      | 25  | Allemagne          | Championnats d'Allemagne                               | Essen              | 24 novembre 2007                  |
| 26 s 91    | Sanja Jovanovic    | 1986      | 21  | Croatie            | Réunion internationale Mladost 2007                    | Zagreb             | 24 novembre 2007                  |
| 26 s 50    | Sanja Jovanović    | 1986      | 21  | Croatie            | Championnats d'Europe (f)                              | Debrecen           | 15 décembre 2007                  |
| 26 s 37 RM | Sanja Jovanović    | 1986      | 22  | Croatie            | Championnats du monde (f)                              | Manchester         | 13 avril 2008                     |
| 26 s 23 RM | Sanja Jovanović    | 1986      | 22  | Croatie            | Championnats d'Europe (f)                              | Rijeka             | 13 décembre 2008                  |
| 26 s 21    | Daniela Samulski   | 1984      | 25  | Allemagne          | Coupe du monde (f)                                     | Berlin             | 14 novembre 2009                  |
| 25 s 70 RM | Sanja Jovanović    | 1986      | 23  | Croatie            | Championnats d'Europe (f)                              | Istanbul           | 12 décembre 2009                  |
| 25 s 60 RM | Kira Toussaint     | 1994      | 26  | Pays-Bas           | International Swimming League Amsterdam Christmas Meet | Budapest Amsterdam | 14 novembre 2020 18 décembre 2020 |